# Giải bóng đá giao hữu quốc tế – Hưng Thịnh 2022
Giải bóng đá giao hữu quốc tế – Hưng Thịnh 2022 (VFF Cup lần thứ 11) là giải đấu bóng đá giao hữu quốc tế dành cho các đội tuyển quốc gia. Việt Nam là đội chủ nhà và tổ chức giải với mục tiêu chuẩn bị cho Giải vô địch bóng đá Đông Nam Á 2022. Ban đầu giải đấu có ba đại diện là chủ nhà Việt Nam, Singapore và Ấn Độ. Mặc dù khả năng tham dự của Ấn Độ bị bỏ ngỏ vì án phạt của FIFA và AFC nhưng đến ngày 27 tháng 8, FIFA và AFC thông báo gỡ án phạt cho AIFF nên Ấn Độ vẫn sẽ tham dự giải đấu.
Việt Nam đã vô địch giải đấu với thành tích toàn thắng.

## Các đội tham dự
Dưới đây là các đội bóng tham dự giải năm 2022.
- Ấn Độ[6]
- Singapore
- Việt Nam (chủ nhà)

## Thể thức
Giải đấu được tổ chức theo thể thức đấu vòng tròn 1 lượt tính điểm, đội có nhiều điểm nhất sẽ trở thành nhà vô địch.

## Trọng tài
Dưới đay là danh sách trọng tài điều khiển các trận đấu.
| Trọng tài - Mick Jon Pineda - Clifford Daypuyat - Hoàng Ngọc Hà | Trợ lý trọng tài - Bounphan Sisouvanh - Boun Oum Ladsavong |

## Địa điểm
Tất cả các trận đấu của giải đều diễn ra tại Sân vận động Thống Nhất ở Thành phố Hồ Chí Minh, Việt Nam.
| Thành phố Hồ Chí Minh   |
| ----------------------- |
| Sân vận động Thống Nhất |
| Sức chứa: 15.000        |
|                         |

## Bảng xếp hạng
| VT | Đội             | ST | T | D | B | BT | BB | HS | Đ | Kết quả chung cuộc |
| -- | --------------- | -- | - | - | - | -- | -- | -- | - | ------------------ |
| 1  | Việt Nam (H, C) | 2  | 2 | 0 | 0 | 7  | 0  | +7 | 6 | Vô địch            |
| 2  | Ấn Độ           | 2  | 0 | 1 | 1 | 1  | 4  | −3 | 1 | Á quân             |
| 3  | Singapore       | 2  | 0 | 1 | 1 | 1  | 5  | −4 | 1 | Hạng ba            |

## Các trận đấu
- Thời gian được liệt kê là giờ chuẩn Việt Nam (UTC+7).

| Việt Nam                                                                              | 4–0      | Singapore |
| ------------------------------------------------------------------------------------- | -------- | --------- |
| - Nguyễn Văn Quyết 37' - Nguyễn Thanh Nhân 50' - Hồ Tấn Tài 70' - Khuất Văn Khang 84' | Chi tiết |           |

| Singapore       | 1–1      | Ấn Độ           |
| --------------- | -------- | --------------- |
| - Ik. Fandi 37' | Chi tiết | - Kuruniyan 43' |

| Việt Nam                                                        | 3–0      | Ấn Độ |
| --------------------------------------------------------------- | -------- | ----- |
| - Phan Văn Đức 10' - Nguyễn Văn Toàn 49' - Nguyễn Văn Quyết 71' | Chi tiết |       |

## Thống kê

### Vô địch
| Giải bóng đá giao hữu quốc tế – Hưng Thịnh 2022 |
| ----------------------------------------------- |
| Việt Nam Lần thứ nhất                           |

### Cầu thủ ghi bàn
Đã có 9 bàn thắng ghi được trong 3 trận đấu, trung bình 3 bàn thắng mỗi trận đấu.
2 bàn thắng
- Nguyễn Văn Quyết

1 bàn thắng
- Ashique Kuruniyan
- Ikhsan Fandi
- Nguyễn Thanh Nhân
- Hồ Tấn Tài
- Khuất Văn Khang
- Phan Văn Đức
- Nguyễn Văn Toàn